# 丰泰迪拉泽斯
丰泰迪拉泽斯（法語：Fonters-du-Razès）是法国奥德省的一个市镇，属于卡尔卡松区和拉皮耶若拉泽斯县（La Piège-au-Razès）。该市镇2009年时的人口为79人。

## 人口
丰泰迪拉泽斯人口变化图示
| 数据来源：INSEE |